# Westholme (Columbia Britannica)
Westholme è una comunità situata nella Chemainus Valley presso la Island Highway, tra Chemainus e Duncan in Columbia Britannica, Canada. Fa parte del Chemainus Land District nella municipalità distrettuale di North Cowichan.
Westholme è uno degli insediamenti originali sull' Isola di Vancouver   Un tempo prospera comunità mineraria e agricola, ora è piena di allevamenti a gestione amatoriale e proprietà private esclusive su grandi superfici, molte delle quali sono possedute fino ad oggi dai discendenti dei coloni originari di quest'area.
Westholme è divisa dalla Island Highway. È delimitata dal Somenos Land District a Sud, dal Monte Sicker a Ovest, dal Chemainus River a Nord, dalla Riserva della Prima nazione Halalt a Nord-Est e da Crofton a Est. È una pacifica comunità privata immersa nell'ombra del Monte Sicker che si trova sul lato occidentale.